# Acacia jensenii
Acacia jensenii é uma espécie de leguminosa do gênero Acacia, pertencente à família Fabaceae.